# Evgenij Vojtjuk
Evgenij Sergeevič Vojtjuk (in russo Евгений Сергеевич Войтюк?; San Pietroburgo, 29 settembre 1991) è un cestista russo.

## Palmarès
- Coppa di Russia: 1

Samara: 2019-20